# Педро Делгадо
Педро Делгадо (шп. Pedro Delgado; 16. април 1960). је бивши шпански професионални бициклиста. Највећи успех остварио је 1988. године када је освојио Тур де Франс. Поред Тура, двапут је освојио Вуелта а Еспању. Делгадо је био добар брдаш, возио је агресивно, чиме је стицао много навијача. Форма му је била промењива, од етапа на којима је агресивном вожњом стицао велику предност, до етапа на којима је отпадао и губио много времена. 

## Каријера
Делгадо је почео каријеру 1982. године и прве сезоне возио је само по Шпанији и забележио је три победе. 1983. освојио је Вуелта Арагон трку, након чега је возио Тур де Франс по први пут. То је био и први пут да његов тим, Рејнолдс, учествује на Туру. Делгадо је био млади возач, а Анхел Аројо је био звезда тима. Те године, Тур је имао четири хронометра и пролог (мини хронометар), као и шест брдских етапа, што је било довољно прилика да покаже свој таленат. Након етапе 17, Делгадо је био други, минут иза Лорана Фињона, још једног 23-годишњака који је тада такође возио Тур први пут.Делгадо је попио покварени милк шејк, који му је изазвао проблеме са стомаком током етапе 18 и изгубио је 25 минута и прву шансу да освоји Тур. На крају је завршио на 15 месту. 1984. није забележио ниједну победу, а 1985. се вратио у великом стилу и освојио је Вуелта а Еспању, уз једну етапну победу. Другу победу у сезони остварио је на Тур де Франсу, где је победио на етапи 17, а у генералном пласману завршио је на шестом месту. На наредну победу чекао је годину дана, када је 1986. победио на етапи 12 на Тур де Франсу, али није успио да га заврши.

### 1987
Прву победу 1987. остварио је на трци у Кордоби, након чега је освојио четврто место на Вуелта а Еспањи. На Тур де Франсу, водио је епску борбу са Стивеном Роучем, која је решена у Роучову корист на задњој етапи, на хронометру. На крају, разлика је била само 40 секунди. Делгадо је био трећи најбољи хронометраш те године, али Роуч је био бољи и сви су то знали. Након Тура, освојио је трку у Холандији, док је на Вуелта Каталонији завршио на седмом месту.

### 1988
1988. Делгадо је возио Ђиро д'Италију и Тур де Франс. На Ђиру је завршио на седмом месту, а Тур је освојио са великом разликом. Ипак, Тур није био лак за њега. Након етапе 17, телевизија Антена 2, објавила је вест да је Делгадо био позитиван на допинг тесту. Директор тима Рејнолдс, обавештен је неколико сати касније и организатор тура му је саветовао да Делгадо напусти Тур. Наредног јутра, примили су званичну информацију у супстанци коју је Делгадо користио, она није била на листи недозвољених и Делгадо је могао да настави трку, са чим се нису слагали поједини возачи ни директор Тура, који је изјавио да је посрамљен. Делгадо је победио на Туру са седам минута испред Стивена Рокса, уз две етапне победе. Био је тестиран након сваке етапе.

### 1989
1989. остварио је неколико победа у Шпанији, пре него што је доминантно освојио Вуелта а Еспању по други пут, уз три етапне победе.
Делгадо није освојио Тур 1989. али је приредио спектакулатан Тур. На пролог је каснио 2 минута и 40 секунди и на њему је изгубио 14 секунди и постао је једини тренутни победник који је старт друге етапе чекао са задњег места. Касније је рекао да је ноћ пре пролога био нервозан и да није спавао. Наредног дана биле су две етапе. На другој, екипном хронометру, Делгадо је отпао од сувозача, који га нису чекали и завршио је са преко четири минута заостатка. На крају друге етапе, био је задњи, са седам минута иза најбоље пласираног од фаворита, Лорана Фињона. У наставку Тура возио је агресивно и нападачки. На петој етапи, хронометру дугом 73 километра, Делгадо је завршио на другом месту, 23 секунде иза импресивног Грега Лемонда. У наредне две етапе, вратио је четири минута и попео се до четвртог места. Након етапе 17, Делгадо се попео на треће место, са минут и по иза Лемонда и 1'55" иза Фињона, деловало је да може да се икључи у борбу за освајање, али није могао да надокнади много изгубљеног времена у првим етапама и борба се свела на Лемонда и Фињона.

### 1990—1994
1990. Делгадо је освојио друго место на Вуелта а Еспањи и четврто на Тур де Франсу. До краја каријере није забележио ниједну велику победу, а освојио је треће место на Вуелти 1992. и 1994. На Тур де Франсу је завршио међу првих десет на наредна три учешћа, а задње му је било 1993. када је завршио на деветом месту.
Каријеру је завршио 1994. године, а тренутно ради као спортски коментатор на телевизији Еспањола.
2011. године, возио је опет и освојио је трку Критеријум Валенсије.
Био је инспирација за име шкотском рок бенда, Делгадос.